# Vražkov
Vražkov település Csehországban, a Litoměřicei járásban. Vražkov Straškov-Vodochody, Kleneč, Krabčice, Račiněves és Mnetěš településekkel határos. Lakosainak száma 437 fő (2024. január 1.).

## Népesség
A település lakosságának változását az alábbi diagram mutatja:
| Lakosok száma | 451  | 557  | 643  | 542  | 393  | 371  | 421  | 421  | 408  | 437  |
|               | 1869 | 1890 | 1921 | 1950 | 1980 | 2001 | 2017 | 2019 | 2022 | 2024 |